# Dana Fox
Dana Fox (ur. 18 września 1976 w Brighton) – amerykańska scenarzystka. Najbardziej znana jest jako scenarzystka filmu Pretty Man, czyli chłopak do wynajęcia (2005), Co się zdarzyło w Las Vegas (2008) oraz telewizyjnego serialu komediowego Ben i Kate (2012-2013).

## Życiorys
Fox urodziła się 18 września 1976 w Brighton w stanie Nowy Jork i obecnie mieszka w Los Angeles w Kalifornii. Ukończyła studia na Uniwersytecie Stanforda w 1998 roku, uzyskując dyplom z języka angielskiego i historii sztuki, a następnie uczęszczała na Uniwersytet Południowej Kalifornii. Początkowo zamierzała zostać producentem filmowym, ale kiedy przydzielono jej zadanie domowe na Uniwersytecie Południowej Kalifornii, polegające na napisaniu 30-stronicowego scenariusza, stwierdziła, że bardziej lubi pisać i zamiast tego zdecydowała się zostać scenarzystką.

## Życie prywatne
Fox poślubiła Quinna Emmetta 23 października 2010 roku w Williamsburgu w Wirginii.

## Filmografia
| Rok  | Tytuł                        | Pisarz | Producent | Reżyser               |
| ---- | ---------------------------- | ------ | --------- | --------------------- |
| 2005 | Data ślubu                   | Tak    | Nie       | Clare Kilner          |
| 2008 | Co się zdarzyło w Las Vegas? | Tak    | Nie       | Tom Vaughan           |
| 2010 | Raj dla par                  | Tak    | Nie       | Peter Billingsley     |
| 2016 | Jak to robią single          | Tak    | Tak       | Christian Ditter      |
| 2019 | Jak Romantycznie!            | Tak    | Nie       | Todd Strauss-Schulson |
| 2021 | Cruella                      | Tak    | Nie       | Craig Gillespie       |
| 2022 | Zaginione Miasto             | Tak    | Tak       | Aaron i Adam Nee      |

### Seriale Telewizyjne
| Rok          | Tytuł              | Rola           |
| ------------ | ------------------ | -------------- |
| 2012–2013    | Ben i Kate         | Twórca, pisarz |
| 2020–obecnie | Dom przed zmrokiem | Twórca, pisarz |